# Paso Cuahulote
Paso Cuahulote är en ort i Mexiko.   Den ligger i kommunen Ometepec och delstaten Guerrero, i den sydöstra delen av landet, 300 km söder om huvudstaden Mexico City. Paso Cuahulote ligger 60 meter över havet och antalet invånare är 263.
Terrängen runt Paso Cuahulote är huvudsakligen kuperad. Paso Cuahulote ligger nere i en dal. Runt Paso Cuahulote är det ganska tätbefolkat, med 116 invånare per kvadratkilometer. Närmaste större samhälle är Ometepec, 9,4 km väster om Paso Cuahulote. Omgivningarna runt Paso Cuahulote är en mosaik av jordbruksmark och naturlig växtlighet.